# Liste der denkmalgeschützten Objekte in Schrattenberg
Die Liste der denkmalgeschützten Objekte in Schrattenberg enthält die 11 denkmalgeschützten, unbeweglichen Objekte der Gemeinde Schrattenberg.

## Denkmäler
| Foto |                 | Denkmal                                                                    | Standort                                            | Beschreibung | Metadaten |
| ---- | --------------- | -------------------------------------------------------------------------- | --------------------------------------------------- | --- | --- |
| ja   | Datei hochladen | Bildstock HERIS-ID: 26895 Objekt-ID: 23401                                 | gegenüber Große Zeile 48 Standort KG: Schrattenberg | Der Bildstock wird auf das späte 15. Jahrhundert datiert. | BDA-Hist.: Q37905608 Status: § 2a Stand der BDA-Liste: 2025-06-30 Name: Bildstock GstNr.: 7008/126 Bildstock Große Zeile, Schrattenberg                                    |
| ja   | Datei hochladen | Gemeindeamt HERIS-ID: 26897 Objekt-ID: 23403                               | Hauptstraße 25 Standort KG: Schrattenberg           | Das „Feste Haus“ war der Herrschaftssitz der „Herren von Schrattenberg“, auf welche auch die Bezeichnung „Edelknabenhof“ zurückzuführen ist. Die ursprüngliche Befestigung stammt aus dem 12. Jahrhundert.                                                                        | BDA-Hist.: Q37905644 Status: § 2a Stand der BDA-Liste: 2025-06-30 Name: Gemeindeamt GstNr.: 301                                                                            |
| ja   | Datei hochladen | Dreifaltigkeitssäule HERIS-ID: 26896 Objekt-ID: 23402                      | vor Kirchenplatz 7 Standort KG: Schrattenberg       | Die Dreifaltigkeitssäule ist eine Stiftung aus dem Jahr 1737. | BDA-Hist.: Q37905625 Status: § 2a Stand der BDA-Liste: 2025-06-30 Name: Dreifaltigkeitssäule GstNr.: 7008/121 Dreifaltigkeitssäule Schrattenberg                           |
| ja   | Datei hochladen | Kath. Pfarrkirche hl. Johannes der Täufer HERIS-ID: 26892 Objekt-ID: 23398 | neben Kirchenplatz 10 Standort KG: Schrattenberg    | Die Pfarrkirche wurde von 1825 bis 1831 durch Baumeister Poppelak erbaut. Sie besitzt eine neoklassizistische Einrichtung aus der Bauzeit. | BDA-Hist.: Q37905556 Status: § 2a Stand der BDA-Liste: 2025-06-30 Name: Kath. Pfarrkirche hl. Johannes der Täufer GstNr.: 1 Pfarrkirche Johannes der Täufer, Schrattenberg |
| ja   | Datei hochladen | Bildstock HERIS-ID: 26894 Objekt-ID: 23400                                 | gegenüber Schafzeile 5 Standort KG: Schrattenberg   | Der Bildstock ist aus verschiedenen Spolien zusammengesetzt. Im Nischenaufsatz befindet sich eine mit der Jahreszahl 1843 bezeichnete Steinfigur, die als Darstellung des hl. Urban gedeutet wird. Das Kreuz an der Spitze des Bildstocks ist mit der Jahreszahl 1543 bezeichnet. | BDA-Hist.: Q37905592 Status: § 2a Stand der BDA-Liste: 2025-06-30 Name: Bildstock GstNr.: 7008/121 Bildstock Schafzeile, Schrattenberg                                     |
| ja   | Datei hochladen | Schule HERIS-ID: 26898 Objekt-ID: 23404                                    | Schulgasse 1 Standort KG: Schrattenberg             | Das Schulgebäude wurde um 1883 errichtet. | BDA-Hist.: Q37905659 Status: § 2a Stand der BDA-Liste: 2025-06-30 Name: Schule GstNr.: 194 Volksschule Schrattenberg                                                       |
| ja   | Datei hochladen | Bründlkapelle HERIS-ID: 26890 Objekt-ID: 23396                             | Standort KG: Schrattenberg                          | Die Kapelle wurde im 19. Jahrhundert erbaut. | BDA-Hist.: Q37905526 Status: § 2a Stand der BDA-Liste: 2025-06-30 Name: Bründlkapelle GstNr.: 4528/2                                                                       |
| ja   | Datei hochladen | Markuskapelle HERIS-ID: 26891 Objekt-ID: 23397                             | Standort KG: Schrattenberg                          | In der Kapelle befindet sich ein Altarbild aus der ersten Hälfte des 19. Jahrhunderts. | BDA-Hist.: Q37905541 Status: § 2a Stand der BDA-Liste: 2025-06-30 Name: Markuskapelle GstNr.: 7015 Markuskapelle Schrattenberg                                             |
| ja   | Datei hochladen | Figurenbildstock hl. Johannes Nepomuk HERIS-ID: 26899 Objekt-ID: 23405     | am Kirchenplatz Standort KG: Schrattenberg          | Der Bildstock ist mit der Jahreszahl 1723 bezeichnet. | BDA-Hist.: Q37905678 Status: § 2a Stand der BDA-Liste: 2025-06-30 Name: Figurenbildstock hl. Johannes Nepomuk GstNr.: 7008/121 Nepomuk Schrattenberg                       |
| ja   | Datei hochladen | Bildstock S' Marterl am Kapauner Berg HERIS-ID: 26900 Objekt-ID: 23406     | Standort KG: Schrattenberg                          | Der Bildstock ist mit der Jahreszahl 1727 (1723?) beschriftet. | BDA-Hist.: Q37905696 Status: § 2a Stand der BDA-Liste: 2025-06-30 Name: Bildstock S' Marterl am Kapauner Berg GstNr.: 4357/12 Bildstock am Kapaunerberg, Schrattenberg     |
| ja   | Datei hochladen | Bildstock HERIS-ID: 86030 Objekt-ID: 100297                                | Standort KG: Schrattenberg                          | Laut Inschrift wurde der Bildstock 1724 errichtet. | BDA-Hist.: Q37714646 Status: § 2a Stand der BDA-Liste: 2025-06-30 Name: Bildstock GstNr.: 7020/9 Bildstock Flur Satzen, Schrattenberg                                      |